# یفاز
یفاز (به لاتین: Elifaz) یک منطقهٔ مسکونی در اسرائیل است که در Hevel Eilot Regional Council واقع شده‌است.